# Mable Fergerson
Mable Fergerson (Los Ángeles, Estados Unidos, 18 de enero de 1955) es una atleta estadounidense retirada, especializada en la prueba de 4x400 m en la que llegó a ser subcampeona olímpica en 1972.

## Carrera deportiva
En los JJ. OO. de Múnich 1972 ganó la medalla de plata en los relevos 4x400 metros, con un tiempo de 3:25.15 segundos, llegando a meta tras Alemania del Este y por delante de Alemania del Oeste, siendo sus compañeras de equipo: Madeline Manning, Cheryl Toussaint y Kathy Hammond.